# Sistrah-armaturen
Sistrah-armaturen, i Sverige kallad Megaphos, är en tysk teknisk belysningsarmatur som konstruerades av C F Otto Müller i samarbete med Lichttechnisches Institut vid Karlsruhe tekniska högskola. Armaturen lanserades av Sistrah-Licht GmbH år 1932.
Produkten är tillverkad av metall, klarglas och opalöverfångsglas i flera storlekar och utföranden, bland annat som takpendelarmatur, bordsarmatur och väggarmatur. De tekniska produktfördelarna som främst lyftes fram var bländfrihet och belysningsekonomi. Jämfört med en enkel globpendel, som vid tiden var en vanligt förekommande belysningsprodukt, så omfördelades ljusströmmen från en glödlampa så att dubbelt så mycket ljus strömmade i arbetsplanet nedåt som åt sidorna. Det ekonomiska argumentet var därför ”dubbelt så mycket ljus för pengarna”.
Sistrah-principen byggde på en idé om att täcka ett brett spektrum av belysningsproblem med ett fåtal armaturmodeller. Användningsområden var exempelvis belysning i butiker, restauranger, kontor, fabrikslokaler, skolor och föreläsningssalar samt tillämpningar för utomhusbelysning och för specialistyrken som tandläkare.
Sistrah-principen var patenterad i Tyskland och flera andra europeiska länder. Från start skötte företaget Müller & Zimmer GmbH & Co försäljningen via dotterbolaget Sistrah-Licht GmbH. Senare slogs företagen samman och Müller & Zimmer övertog rättigheterna. Varumärket Megaphos användes för export. Licenstillverkare av Megaphos i Sverige var Einar Bäckströms metallvarufabrik, Malmö, som lanserade produkten i Sverige år 1933.